# Löbnitz (Saksonia)
Löbnitz – miejscowość i gmina w Niemczech, w kraju związkowym Saksonia, w okręgu administracyjnym Lipsk, w powiecie Nordsachsen. Do reformy administracyjnej w 2008 gmina leżała w powiecie Delitzsch.
Gmina Löbnitz leży nad rzeką Mulda, ok. 9 km na zachód od Bad Düben.
Dzielnice gminy:
- Löbnitz
- Reibitz
- Roitzschjora
- Sausedlitz